# Gradsko groblje sv. Mihovil u Sarajevu
Gradsko groblje sv. Mihovil je rimokatoličko groblje u Sarajevu. Površine je 1 hektara.  Brojni ugledni sarajevski katolici pokopani su ovdje. Među njima su arhitekt Karlo Paržik, slikar Ljubo Lah, majka nobelovca Ive Andrića Kata Andrić, poznati sarajevski osobenjak Nikola “Teški radnik” (Nikola Mestyanek), poduzetnik Josip Da Riva (Giuseppe da Riva) i dr. Izrađeno je po projektu Josipa Rekvenjija (Josef Rekvenyi), koji je također pokopan ovdje. Otvoreno je 23. studenoga 1884. godine. Umrle se pokapalo ovdje do 1966. godine. Nakon toga više nije bilo pokopa jer je godinu prije otvoreno veće groblje Bare. Nakon velikosrpske agresije na Sarajevo opet se ovdje pokapalo mrtve. Župni ured župe Srca Isusova upravljanje objektom prenio je 2002. na tvrtku Pokop. U preko 2200 grobnih mjesta pokopano je blizu 3,5 tisuća osoba katoličke vjere. Grobovi su namijenjeni isključivo za pokop katolika. Smješteno je do pravoslavnog groblja Sveti Arhanđela Georgija i Gavrila, koje je sa sjeverne strane. U blizini su park Kemala Montena, Park svjetlosti, gradsko groblje sv. Josip, Ciglane, stadion za brzo klizanje, gradsko groblje Stadion, Koševsko brdo, Crni vrh, Mejtaš, Višnjik, Bjelave i Fakultet zdravstvenih studija.